# 拉普尼
51°22′34″N 24°49′16″E / 51.37611°N 24.82111°E
拉普尼（烏克蘭語：Лапні），是烏克蘭的村落，位於該國西部沃倫州，由科韋利區負責管轄，面積891平方公里，海拔高度164米，2001年人口208，人口密度每平方公里0.23人。